# UNDOF

Baretka medalu ONZ za misję UNDOF.

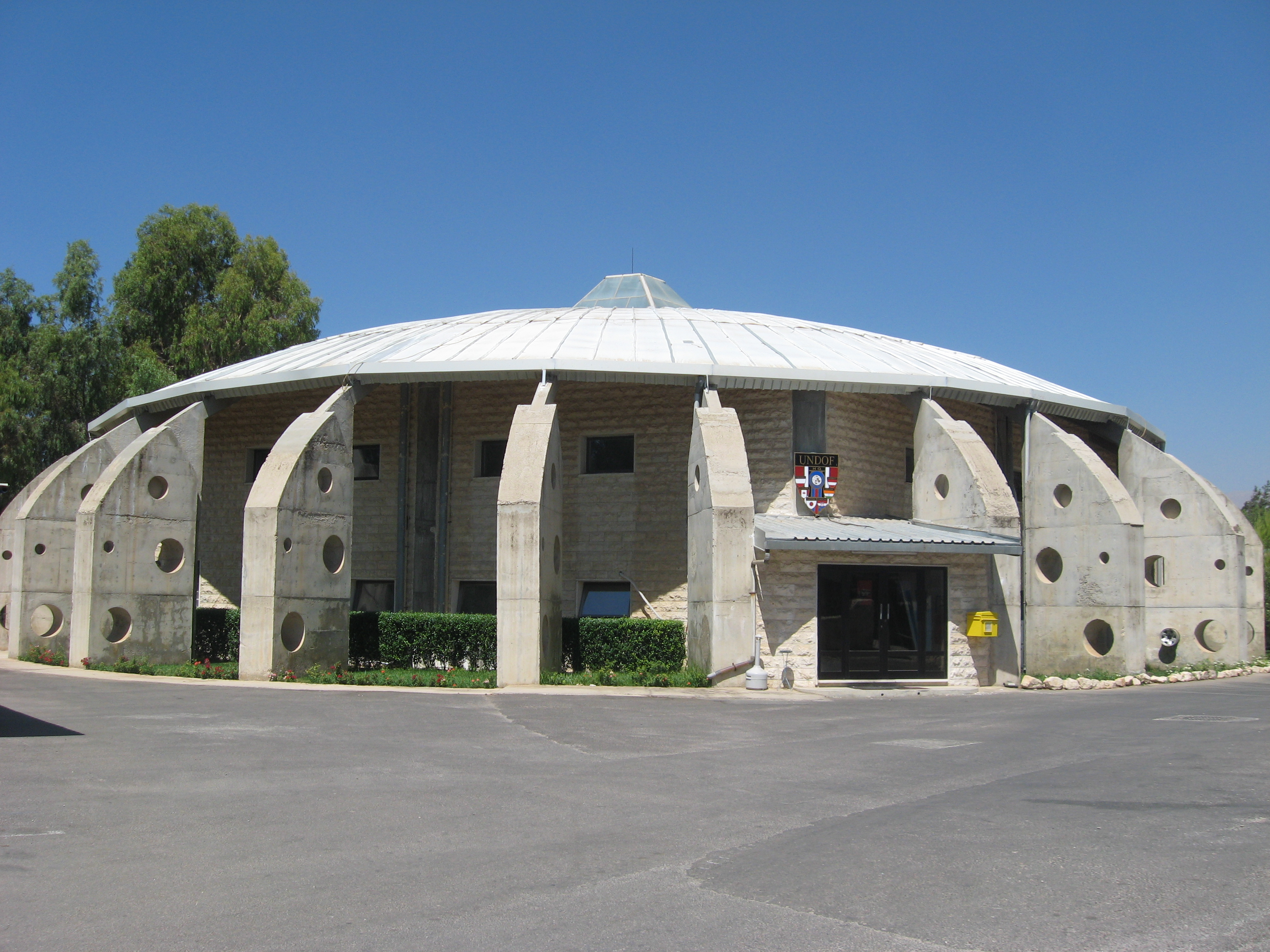
Budynek Kwatery Głównej w Camp Faouar

Siły Narodów Zjednoczonych ds. Nadzoru Rozdzielenia Wojsk na Wzgórzach Golan (ang. United Nations Disengagement Observer Force, UNDOF) – siły pokojowe Narodów Zjednoczonych, powołane rezolucją Rady Bezpieczeństwa ONZ nr 350 (1974).  
Rezolucja ta regulowała zawieszenie broni i zakończenie walk po wojnie Jom Kipur w 1973 r. Wojska UNDOF jako jedyne siły militarne mogły przebywać w określonej w rezolucji strefie na Wzgórzach Golan. UNDOF zostało powołane w celu utrzymania zawieszenia broni między Izraelem a Syrią, nadzorowania wycofania sił izraelskich i syryjskich oraz kontroli obszarów sepracji i ograniczeń zgodnie z Rezolucją. Od jego powołania, mandat UNDOF jest regularnie odnawiany co sześć miesięcy.

## Historia
6 października 1973 r. wybuchła wojna na Bliskim Wschodzie po tym jak Egipt zaatakował Izrael na półwyspie Synaj, zaś Syria zaatakowała Izrael od strony Wzgórz Golan. Wojna ta została nazwana Jom Kipur (dzień pojednania), gdyż w tym dniu Żydzi obchodzili święto o tej nazwie. Pierwszy personel sił UNDOF składał się z Polaków, Kanadyjczyków, Austriaków i Peruwiańczyków.
Na przestrzeni lat skład i liczebność sił UNDOF się nieznacznie zmieniały, dziś w tym regionie obecne są siły (alfabetycznie): Indii – INDCON, Japonii – JCON – tworzących LOGBATT, Kanady – CANCON (niegdyś wchodzącej w skład LOGBATT, której znaczne siły zostały wycofane w marcu 2006 r. i zastąpione wojskami indyjskimi, obecnie pozostało 2 oficerów, którzy zajmują stanowiska w sztabie) oraz Filipin – PHILBATT, którzy w dniu 22 października 200 roku przejęli obowiązki od Polaków stacjonujących przez 35 lat na Wzgórzach Golan w Syrii. Do czerwca 2008 roku w skład batalionu AUSBATT wchodzili żołnierze Słowacji – SLOVCON.
Na obecną chwilę w Camp Ziouani stacjonuje dowództwo i kompania zabezpieczenia PHILBATT, większość Indyjskiego i Japońskiego kontyngentu oraz jedna drużyna międzynarodowego plutonu Żandarmerii wojskowej. Po stronie syryjskiej działania operacyjne wykonują także żołnierze austriaccy i chorwaccy. Dowództwo UNDOF znajduje się po stronie syryjskiej w obozie Camp Faouar, gdzie przebywa Dowódca Sił UNDOF.
Do marca 2009 r. z polskiego kontyngentu wydzielano 10-osobową grupę żołnierzy wchodzącą w skład Posterunku 22, to jest jedynego posterunku po stronie Izraelskiej (zlokalizowanego 3 km na północ od Camp Ziouani). 2 marca 2009 r. pozycja 22 została przekazana dla AUSBATT. Polskie wojska, w sile ok. 360 osób, pełniły tam rolę operacyjną, tzn. w głównej mierze zajmując się obserwacją i patrolowaniem strefy AOS (Area of Seperation). Polski Kontyngent Wojskowy w Syrii składał się z dowództwa i logistyki, trzech kompanii (Falcon, Scorpion i SVC – zabezpieczenia) oraz elementu wydzielanego do kwatery głównej (wybranych stanowisk w sztabie UNDOF oraz plutonu (FHQ Coy) wchodzącego w skład kompanii będącej do dyspozycji FC). Po stronie izraelskiej w obozie Camp Ziouani stacjonowało dowództwo kontyngentu wraz z kompanią zabezpieczenia, natomiast pozostałe 2/3 sił PKW, to jest pierwsza i druga kompania piechoty oraz drugi pluton FHQ Coy na których spoczywały główne obowiązki mandatowe, oraz kadra kwatery rozlokowane były w Syrii. Powrót do kraju, pierwszej grupy żołnierzy ostatniego polskiego kontyngentu stacjonującego na Wzgórzach Golan miał miejsce 11 października 2009, drugiej – 29 października, a 14. osobowej grupy likwidacyjnej – 18 listopada 2009. Dwaj ostatni polscy żołnierze – oficerowie Marynarki Wojennej powrócili do kraju 9 kwietnia 2010 zamykając całkowicie kartę historii o służbie Polskich Wojsk w tym zakątku świata. Jeden z nich, Cdr Tadeusz Bicz, kilkukrotnie pełnił obowiązki Szefa Sztabu UNDOF.
W czerwcu 2013 z misji UNDOF wycofały się wojska austriackie ze względu na toczące się walki między syryjskim wojskiem a rebeliantami w pobliżu Wzgórz Golan, w ramach syryjskiej wojny domowej. Wcześniej wycofali się Chorwaci, a w marcu 2013 syryjscy rebelianci pojmali na kilka dni 21 filipińskich żołnierzy rozjemczych.

## Położenie geograficzne

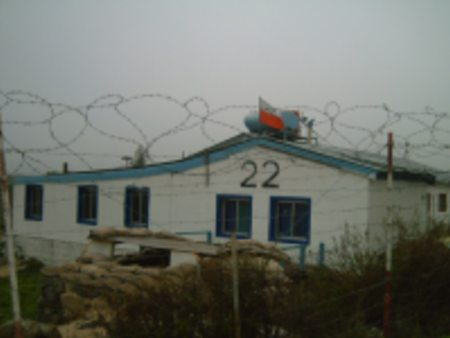
Posterunek 22

Strefa rozdzielenia (buforowa) mierzy długość 80 km i szerokość od pół do 10 km. Przygraniczna strefa leżąca po stronie izraelskiej jest znana jako linia Alfa, zaś po stronie syryjskiej linia Bravo.

## Struktura organizacyjna
Zmiany w strukturze organizacyjnej UNDOF na przestrzeni lat:
| Jednostka                                | Państwo                 | Kontyngent               | Okres               |
| ---------------------------------------- | ----------------------- | ------------------------ | ------------------- |
| Batalion Operacyjny (północny)           | Austria                 | AUSBATT                  | 1974–1998           |
| Batalion Operacyjny (północny)           | Austria · Słowacja      | AUSBATT (SLOVCON)        | 1998–2008           |
| Batalion Operacyjny (północny)           | Austria · Chorwacja     | AUSBATT (CROCON)         | 2008–2013           |
| Batalion Operacyjny (północny)           | Fidżi · Nepal           | FIJIBATT (NEPCON)        | 2013–2019           |
| Batalion Operacyjny (północny)           | Fidżi · Nepal · Urugwaj | FIJIBATT (NMC) (UMIC)    | od 2019             |
|                                          |                         |                          |                     |
| Batalion Operacyjny (południowy) do 2014 | Peru                    | PERBATT                  | 1974–1975           |
| Batalion Operacyjny (południowy) do 2014 | Iran                    | IRANBATT                 | 1975–1979           |
| Batalion Operacyjny (południowy) do 2014 | Finlandia               | FINBATT                  | 1979–1993           |
| Batalion Operacyjny (południowy) do 2014 | Polska                  | POLBATT                  | 1993–2009           |
| Batalion Operacyjny (południowy) do 2014 | Filipiny                | PHILBATT                 | 2009–2014           |
|                                          |                         |                          |                     |
| kompanie logistyczne do 1996             | Polska · Kanada         | POLLOG CANLOG            | 1974–1993 1974–1996 |
| Batalion Logistyczny LOGBATT od 1996     | Kanada · Japonia        | (CANCON) (J-CON)         | 1996–2006           |
| Batalion Logistyczny LOGBATT od 1996     | Indie · Japonia         | (INDCON) (J-CON)         | 2006–2013           |
| Batalion Logistyczny LOGBATT od 1996     | Indie · Fidżi           | (INDCON) (FIJIBATT det.) | od 2013             |
|                                          |                         |                          |                     |
| kompania dowodzenia FHQ Coy do 2013      | wielonarodowa           | wielonarodowa            | 1974–2013           |
| kompania rezerwowa FRC od 2013           | Irlandia                | IRECON                   | od 2013             |

Nazwa w nawiasie oznacza mniejszy, niesamodzielny pododdział (kompania lub pluton), wchodzący w skład batalionu.
Wybrane struktury organizacyjne:
| 1974: - HQ UNDOF (Kwatera Główna UNDOF) - AUSBATT (austriacki batalion operacyjny) - PERBATT (peruwiański batalion operacyjny) - CANLOG (kanadyjska kompania logistyczna) - POLLOG (polska kompania logistyczna) - FHQ Coy (kompania dowodzenia) | 1996: - HQ UNDOF (Kwatera Główna UNDOF) - AUSBATT (austriacki batalion operacyjny) - POLBATT (polski batalion operacyjny) - LOGBATT (kanadyjsko-japoński batalion logistyczny) - FHQ Coy (kompania dowodzenia) | 2019: - HQ UNDOF (Kwatera Główna UNDOF) - FIJIBATT (fidżyjsko-urugwajsko-nepalski batalion operacyjny) - LOGBATT (indyjsko-fidżyjski batalion logistyczny) - FRC (irlandzka kompania rezerwowa) |

### Dowódcy
| Lp. | od – do                             | Narodowość | Stopień, imię i nazwisko      |
| --- | ----------------------------------- | ---------- | ----------------------------- |
| 1   | czerwiec 1974–grudzień 1974         | Peru       | bryg.-gen. Gonzalo Briceno    |
| 2   | grudzień 1974 – maj 1979            | Austria    | bryg.-gen. Hannes Philipp     |
| 3   | maj 1979 – luty 1981                | Austria    | bryg.-gen. Günther Greindl    |
| 4   | marzec 1981 – kwiecień 1982         | Finlandia  | gen. maj. Erik Kaira          |
| 5   | czerwiec 1982 – maj 1985            | Szwecja    | gen. maj. Gustav Stahl        |
| 6   | czerwiec 1985 – maj 1986            | Finlandia  | gen. maj. Gustav Hagglund     |
| 7   | lipiec 1986 – wrzesień 1988         | Szwecja    | gen. maj. Gustav Welin        |
| 8   | wrzesień 1988 – wrzesień 1991       | Austria    | gen. maj. Adolf Radauer       |
| 9   | wrzesień 1991 – listopad 1994       | Polska     | gen. dyw. Roman Misztal       |
| 10  | 17 stycznia 1995 – 31 maja 1997     | Holandia   | gen. maj. Johannes C. Kosters |
| 11  | 31 maja 1997 – 31 sierpnia 1998     | Irlandia   | gen. maj. David F. Stapleton  |
| 12  | 5 października 1998 – 7 lipca 2000  | Kanada     | gen. maj. H. Cameron Ross     |
| 13  | 17 sierpnia 2000 – 13 sierpnia 2003 | Szwecja    | gen. maj. Bo Wranker          |
| 14  | 14 sierpnia 2003 – 16 stycznia 2004 | Polska     | gen. dyw. Franciszek Gągor    |
| 15  | 17 stycznia 2004 – 11 stycznia 2007 | Nepal      | gen. por. Bala Nanda Sharma   |
| 16  | 12 lutego 2007 – 1 marca 2010.      | Austria    | gen. maj. Wolfgang Jilke      |
| 17  | 2 marca 2010 – 12 sierpnia 2012     | Filipiny   | gen. maj. Natalio C. Ecarma.  |
| 18  | od 13 sierpnia 2012                 | Indie      | gen. maj. Iqbal Singh Singha. |

W okresie od 12 stycznia 2007 – 11 lutego 2007 obowiązki FC (ang. FC – Force Commander) pełnił szef sztabu UNDOF – płk Andrzej Ostrowski.

### Szefowie Sztabu
| Lp. | Od – do                       | Narodowość | Stopień, imię i nazwisko        |
| --- | ----------------------------- | ---------- | ------------------------------- |
| 1   | kwiecień 1979–lipiec 1979     | Austria    | płk Guenther Greindl            |
| 2   | lipiec 1979 – lipiec 1980     | Kanada     | gen. por. Edward Schrader       |
| 3   | sierpień 1980 – czerwiec 1981 | Finlandia  | płk Osmo Karanka                |
| 4   | czerwiec 1981 – czerwiec 1982 | Austria    | płk Walter Schmit               |
| 5   | czerwiec 1982 – czerwiec 1983 | Austria    | płk Manfred Mitterbauer         |
| 6   | czerwiec 1983 – lipiec 1984   | Finlandia  | płk Pentti Laamanen             |
| 7   | lipiec 1984 – lipiec 1985     | Austria    | płk Franz Enzenhoffer           |
| 8   | lipiec 1985 – kwiecień 1987   | Kanada     | bryg.-gen. William A.D. Yuill   |
| 9   | kwiecień 1987 – wrzesień 1988 | Austria    | bryg.-gen. Friedrich Hessel     |
| 10  | wrzesień 1988 – sierpień 1990 | Kanada     | bryg.-gen. Gabriel Zuliani      |
| 11  | sierpień 1990 – wrzesień 1992 | Kanada     | bryg.-gen. Alexander J. Waldrum |
| 12  | wrzesień 1992 – sierpień 1994 | Austria    | płk Josef Nekham                |
| 13  | sierpień 1994 – grudzień 1995 | Polska     | gen. bryg. Jan Kempara          |
| 14  | grudzień 1995 – sierpień 1997 | Kanada     | płk Greg Hig                    |
| 15  | sierpień 1997 – grudzień 1998 | Austria    | płk Peter Bouda                 |
| 16  | grudzień 1998 – czerwiec 2001 | Polska     | płk Józef Kowalczyk             |
| 17  | czerwiec 2001 – lipiec 2002   | Austria    | płk Michael Sutter-Kellner      |
| 18  | lipiec 2002 – lipiec 2003     | Kanada     | płk David Marshall              |
| 19  | lipiec 2003 – lipiec 2004     | Kanada     | płk Yann Hidiroglou             |
| 20  | lipiec 2004 – wrzesień 2005   | Austria    | płk Andreas Safranmueller       |
| 21  | wrzesień 2005 – wrzesień 2006 | Austria    | płk Andreas Stupka              |
| 22  | wrzesień 2006 – wrzesień 2008 | Polska     | płk Andrzej Ostrowski           |
| 23  | listopad 2008 – listopad 2009 | Indie      | płk Ganesh Singh Bisth          |
| 24  | styczeń 2010 – grudzień 2010  | Indie      | płk Gurvir Singh Kahlon.        |
| 25  | grudzień 2010 – styczeń 2012  | Austria    | płk Martin Dorfer.              |
| 26  | od stycznia 2012              | Austria    | płk Andreas Rotheneder.         |